# Maibelle Heikes Justice
Maibelle Heikes Justice (Longansport, Indiana, 1871-11 de marzo de 1926) fue una novelista y guionista estadounidense.

## Trayectoria
Maibelle Heikes Justice nació en Longansport, hija de Grace E. Heikes Justice (más tarde Grace Justice-Hankins) y James Monroe Justice. Su padre era abogado, político y veterano de la Guerra de Secesión estadounidense. Justice se educó en Nueva York y en Filadelfia, y pasó dos años en el ejército, por lo que recibió el rango honorífico de capitán del Ejército de los EE. UU.

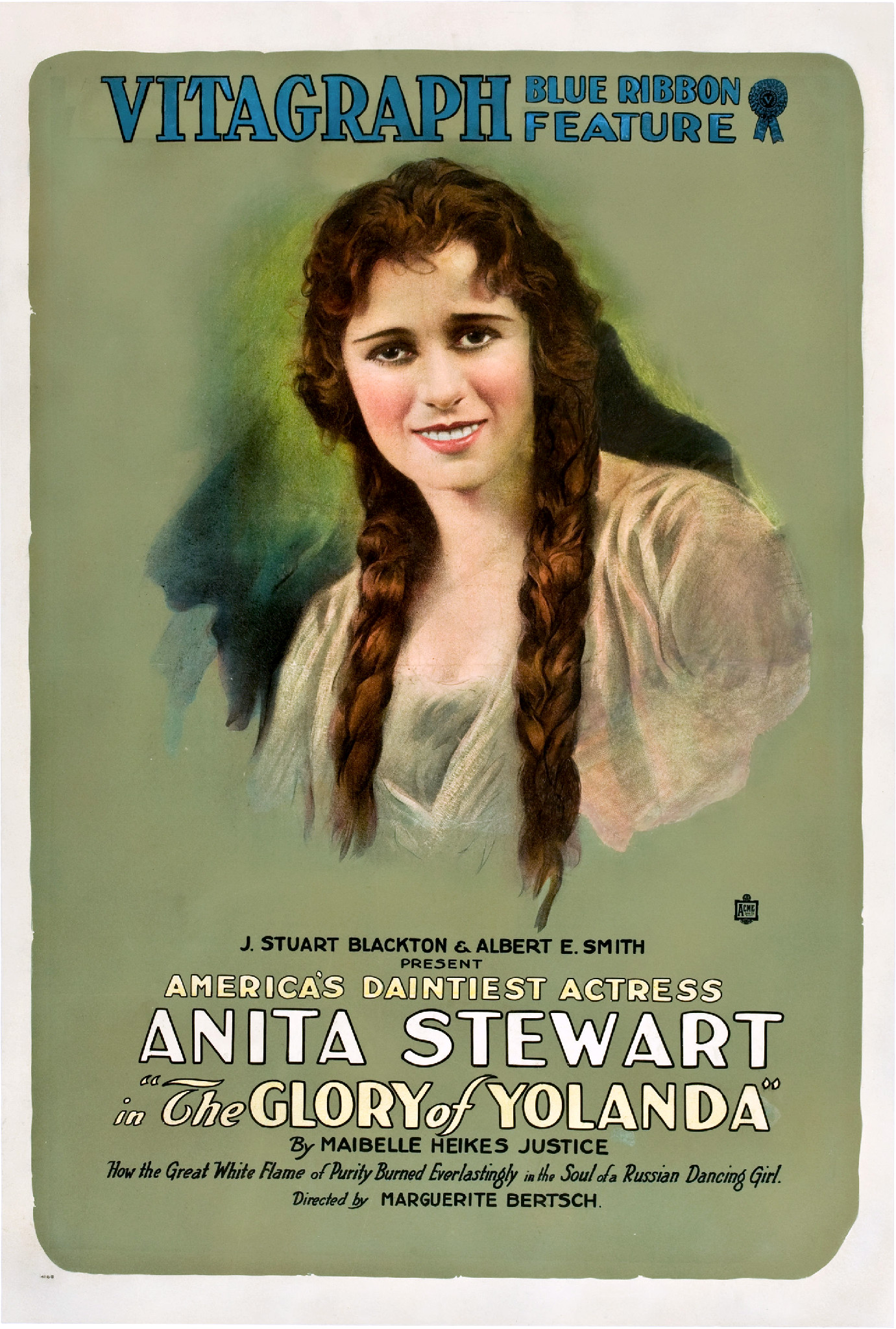
Un cartel de la película The Glory of Yolanda (1917) con el nombre de Maibelle Heikes Justice en los créditos

Justice trabajó como guionista para varias de las primeras compañías cinematográficas, incluidos los estudios cinematográficos Selig Polyscope, Metro, Lubin y Essanay. Colaboró en más de 30 películas mudas entre 1913 y 1925, la mayoría de ellas cortometrajes.
En 1917 recibió el encargo de escribir una película sobre el trabajo de la Cruz Roja en la Primera Guerra Mundial. Justice publicó obras de ficción en Cosmopolitan y en otras publicaciones nacionales. También escribió una novela, Durand of the Bad Lands, que fue adaptada al cine en 1917 y de nuevo en 1925.

## Vida personal
Su hermana Anne Shymer, química y presidenta de la United States Chemical Company, estaba entre los pasajeros que murieron en el hundimiento del Lusitania en 1915.
Justice heredó de su padre un gran retrato de un joven Abraham Lincoln, The Railsplitter (1860), que donó al Museo de Historia de Chicago, donde sigue expuesto.

## Filmografía (selección)
- 1913 - The Post-Impressionists, dirigida por Hardee Kirkland,[9] una comedia basada en su visita al Armory Show de 1913.[10]
- 1917 - Who Shall Take My Life?, dirigida por Colin Campbell. Justice visitó la "casa de la muerte" en la prisión de Sing Sing con el fin de documentarse para su guion, un drama sobre la ejecución de un hombre inocente.[2][11]
- 1917 - The Glory of Yolanda, dirigida por Marguerite Bertsch.
- 1917 - Durand of the Bad Lands, dirigida por Richard Stanton.
- 1918 - Her Husband's Honor (título provisional The Gadabout), dirigida por Burton L. King y protagonizada por la actriz Edna Goodrich, también originaria de Logansport.[12]
- 1922 - Orphan Sally, dirigida por Edward L. Hemmer.
- 1925 - Durand of the Bad Lands, dirigida por Lynn Reynolds.